# 玉木璃子
玉木 璃子（たまき りこ、1990年11月13日 - ）は、日本のグラビアモデル、タレント、女優。
秋田県出身。アーティストハウス・ピラミッド所属。旧芸名・璃子。

## 来歴
秋田県生まれ。学生時代は秋田で過ごし、高校卒業と共に芸能界に憧れて上京。渋谷のスペイン坂を歩いていたところ、スカウトされて芸能活動を始める。
本名、年齢、出身地などの素性が分からない「謎の聖女・璃子（りこ）」として2015年5月より約1年にわたり『FLASH』（光文社）のグラビアに登場し、ヌード撮影にも挑戦するなど話題となる。2016年8月には初の写真集『璃子 愛しい女（ひと）』（光文社）を発売。その後2016年9月には映画「好きでもないくせに」（キングレコード）で主役となる沢石琴子 役を演じる。その後はバラエティ番組や情報番組などに出演し、主にタレントとして活動。また2018年のSUPER GT以降、「Panther Girl」（GT300クラス「arto- panther team Thailand」）としてレースクイーン活動も行っている。
2021年に「玉木璃子」に改名。
2023年に日本プロ麻雀協会21期後期として合格した。

## 人物・エピソード
- 特技は剣道で段位は弍段。他にも洋裁検定一級や食物検定一級を持っている。趣味は一人カラオケとアニメ鑑賞。
- 家族構成は両親と姉が一人。
- プライベートでは元AKB48の河西智美や平嶋夏海と仲が良い。
- 好きな色は水色。
- 2017年3月19日放送の『サンデージャポン』（TBSテレビ）にて放送禁止用語を発言し、番組の最後に司会の爆笑問題・太田光がお詫びのフリップを読み上げた[16][17]。

## 出演

### テレビ番組
- 厳選いい宿（2016年8月9日、テレビ東京）
- お願い!ランキング（2016年8月31日、テレビ朝日）
- 和風総本家（2016年9月15日、テレビ大阪）
- サンデージャポン（2016年9月18日・2017年1月29日・3月19日、TBSテレビ）
- 水曜日のダウンタウン（2016年11月2日、TBSテレビ）
- 浜ちゃんが!（2016年11月16日、読売テレビ）
- 世界のいたずらドッキリ映像35連発（2016年12月22日、フジテレビ）

### ラジオ番組
- ちょこっとやってまーす!（2016年9月3日 、MBS）

### 映画
- 好きでもないくせに（2016年9月3日、キングレコード） - 主演・沢石琴子 役

### 雑誌
- FLASH連載グラビア 「謎の聖女・璃子」（2015年5月 - 2016年5月、光文社）
- 週刊実話（2017年2月9日） - 表紙
- 週刊アサヒ芸能（2017年2月28日）- 表紙
- 美人百花（2020年1月号 - 、角川春樹事務所）- 専属読者モデルFlowers 1期生[18][19][20]

## 作品

### 写真集
- 璃子 愛しい女（2016年8月17日、光文社、撮影：西條彰仁、編集：フラッシュ編集部）ISBN 978-4334902131

### DVD
- 団地妻 〜未亡人の情事〜（2017年3月24日、リバプール）[21]

## 連載
- 祥子・璃子のG1十一番勝負（2017年春、東京スポーツ）